# لوکانی‌ها

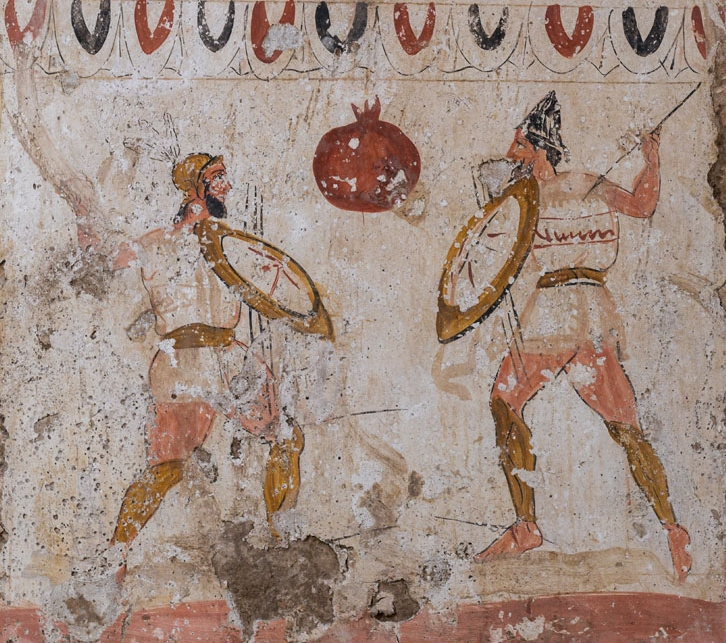
یک نقاشی دیواری در یک معبد لوکانی که یک دوئل را به تصویر کشیده است. نیمه دوم قرن چهارم قبل از میلاد، موزه ملی باستان شناسی

لوکانی‌ها (زبان یونانی: Λευκανοί&nbsp;Leukanoí) قبیله‌ای ایتالی بودند که در لوکانیا زندگی می‌کردند؛ در جایی که اکنون ایتالیای جنوبی واقع است. آن‌ها به‌زبان اوسکی صحبت می‌کردند که یکی از زبان‌های ایتالی به‌شمار می‌رود. امروزه سکنه‌ی باسیلیکاتا و گویش آن‌ها هم‌چنان لوکانی خوانده می‌شوند.